# Klammersholmane
Klammersholmane est une île dans le landskap Sunnhordland du comté de Vestland. Elle appartient administrativement à Lindås.

## Géographie
Rocheuse et désertique à l'exception de quelques bosquets, à fleur d'eau, elle s'étend sur environ 232 m de longueur pour une largeur approximative de 65 m. 